# Serguéi Toporov
Serguéi  Toporov (en ruso: Серге́й Юрьевич Топоров; Prokopyevsk, RSFS de Rusia; 2 de enero de 1971 – 26 de diciembre de 2024) fue un futbolista y entrenador de fútbol ruso que jugó en las posiciones de centrocampista y delantero.

## Carrera

### Jugador
| Periodo   | Club                       | Apariciones | Goles |
| --------- | -------------------------- | ----------- | ----- |
| 1990-1997 | FC Zarya Leninsk-Kuznetsky | 263         | 110   |
| 1998      | FC Irtysh Omsk             | 24          | 5     |
| 1999–2001 | FC Gazovik-Gazprom Izhevsk | 70          | 15    |
| 2001–2002 | FC Irtysh Omsk             | 27          | 5     |
| 2003      | FC Shakhtyor Prokopyevsk   | 6           | 1     |
| 2003–2004 | FC Tobol Kurgan            | 23          | 3     |
| 2005      | FC Zarya Leninsk-Kuznetsky | 15          | 2     |

### Entrenador
Dirigió al FC Raspadskaya Mezhdurechensk de 2012 a 2017.

## Logros
- Goleador de la Segunda División de Rusia: Zona 6 1992 (22 goles).